# Lagtingsvalet på Åland 2015
 Lagtingsvalet på Åland 2015 ägde rum den 18 oktober 2015. Valets största partier blev Liberalerna på Åland  och  Åländsk Center med 7 mandat vardera. Flest partiröster fick Liberalerna medan i personröster var socialdemokraternas Camilla Gunell överlägsen.

## Valresultat
| Parti                     | Röster | +/-  | %     | +/-  | Mandat | +/-  |
| ------------------------- | ------ | ---- | ----- | ---- | ------ | ---- |
| Liberalerna på Åland      | 3 212  | +582 | 23,3  | +3,0 | 7      | +1   |
| Åländsk Center            | 2 985  | -83  | 21,7  | -1,9 | 7      | 0    |
| Moderat Samling för Åland | 2 453  | +643 | 17,8  | +3,9 | 5      | +1   |
| Ålands socialdemokrater   | 2 184  | -220 | 17,4  | -1,1 | 5      | -1   |
| Obunden samling           | 1 323  | -316 | 9,6   | -3,0 | 3      | -1   |
| Ålands Framtid            | 1 016  | -270 | 7,4   | -2,5 | 2      | -1   |
| Åländsk Demokrati         | 500    | Nytt | 3,6   | Nytt | 1      | Nytt |
| Hållbart Initiativ        | 112    | Nytt | 0,8   | Nytt | 0      | Nytt |
| Ogiltiga/blanka röster    |        | –    | –     | –    | –      | –    |
| Totalt                    | 14 338 |      | 100   |      | 30     | 0    |
| Valdeltagande             |        |      | 70,30 | –    | –      | –    |
| Källa: JCI Mariehamn      |        |      |       |      |        |      |

## Invalda
Liberalerna på Åland:
- Katrin Sjögren (515)
- Viveka Eriksson (338)
- Mats Perämaa  (232)
- Tony Asumaa (201)
- Ingrid Johansson (194)
- John Holmberg (176)
- Torsten Sundblom (156)

Åländsk Center:
- Veronica Thörnroos (494)
- Britt Lundberg (388)
- Roger Nordlund (295)
- Harry Jansson (227)
- Jörgen Pettersson (180)
- Runar Karlsson (161)
- Mikael Lindholm (146)

Moderat Samling för Åland:
- Tage Silander (460)
- Johan Ehn (361)
- Wille Valve (314)
- Mika Nordberg (179)
- Gun-Mari Lindholm (169)

Ålands socialdemokrater:
- Camilla Gunell (808)
- Nina Fellman (417)
- Carina Aaltonen (104)
- Sara Kemetter (82)
- Igge Holmberg (73)

Obunden samling:
- Bert Häggblom (593)
- Lars Häggblom (164)
- Fredrik Fredlund (64)

Ålands Framtid:
- Axel Jonsson (279)
- Brage Eklund (153)

Åländsk Demokrati:
- Stephan Toivonen (339)